# Martin Mull
Martin Mull (født 18. august 1943, død 27. juni 2024) var en amerikansk skuespiller, komiker og maler.